# نی‌اره
نی‌اره (نام علمی: Machaerina) نام یک سرده از تیره جگنیان است.